# Youssef El Kachati
Youssef El Kachati (Leiden, 9 november 1999) is een Marokkaans-Nederlands voetballer die bij voorkeur als aanvaller speelt. Hij verruilde Telstar medio 2025 voor N.E.C...

## Carrière

### Sparta Rotterdam
Youssef El Kachati speelde in de jeugd van vv Noordwijk en Sparta Rotterdam, waar hij sinds 2016 bij Jong Sparta Rotterdam speelde. Voor dit team kwam hij tot twaalf goals in 33 wedstrijden. Hij debuteerde in het eerste elftal van Sparta op 14 oktober 2018, in de met 3-0 gewonnen thuiswedstrijd tegen SC Cambuur. Hij kwam in de 66'ste minuut in het veld voor Ilias Alhaft en kreeg een minuut later zijn eerste gele kaart voor een schwalbe. Dat seizoen speelde El Kachati tien competitiewedstrijden voor Sparta, dat dat seizoen promoveerde naar de Eredivisie. In de Eredivisie maakte El Kachati op 25 januari 2020 tegen Fortuna Sittard zijn debuut, maar het was zijn enige wedstrijd op het hoogste niveau dat seizoen.

### vv Noordwijk
In 2020 maakte El Kachati de overstap naar vv Noordwijk om in de Tweede Divisie minuten te maken. Hij speelde op 10 oktober tegen GVVV zijn enige competitiewedstrijd voor Noordwijk, maar door de coronapandemie duurde de competitie slechts vijf speelrondes. Van medio 2021 tot februari 2022 speelde hij daarom voor het onder 21-team van KVC Westerlo. 

### Quick Boys
In de zomer van 2022 trok El Kachati naar Quick Boys. Daar ontpopte hij zich tot een veel scorende spits. Halverwege het seizoen was hij topscorer van de Tweede divisie. Dit leverde hem interesse op van clubs uit zowel het betaalde voetbal als het amateurvoetbal. In december 2022 bracht Quick Boys op de eigen kanalen het nieuws naar buiten dat El Kachati, zijn management en de club niet tot een akkoord waren gekomen voor een contractverlenging.
In januari 2023 werd bekend dat El Kachati het aankomende seizoen de overstap zal maken naar IJsselmeervogels. Hij tekende een contract tot medio 2024.. Later werd echter bekend dat door een overeenkomst tussen IJsselmeervogels en Telstar, hij vanaf het seizoen 2023/24 zal uitkomen voor Telstar.

### Telstar
Hij maakte zijn debuut voor Telstar op 14 augustus, als basisspeler in een 1-0 nederlaag in de competitie op de openingsdag van het seizoen tegen Jong PSV. Op 2 februari 2024 scoorde El Kachati zijn eerste doelpunten in een 6-1 nederlaag tegen MVV. De week daarop scoorde hij twee keer en hielp de Velsenaren aan een 3-2 overwinning op Helmond Sport. In totaal scoorde hij zes keer in zijn eerste seizoen voor de club.
In het seizoen 2024/25 was El Kachati een aanvalspartner van Zakaria Eddahchouri, die halverwege het seizoen topscorer van de Eerste divisie was met zeventien goals. Eind januari 2025 trok Eddahchouri naar Deportivo de La Coruña, waardoor El Kachati de kar moest gaan trekken qua goals. El Kachati stond op dat moment op zes goals, maar krikte zijn moyenne in de maanden erna enorm op. Vanaf 31 januari scoorde hij liefst achttien keer in 21 wedstrijden, waaronder vijf goals in zes wedstrijden in de play-offs om promotie/degradatie naar de Eredivisie. El Kachati scoorde in de finale van de play-offs zowel in de heenwedstrijd tegen Willem II (2-2) als in de terugwedstrijd (1-3) en luidde zo promotie in voor Telstar en degradatie voor Willem II . Na het seioen liep zijn contract af en kon hij transfervrij op zoek naar een nieuwe club. In totaal was hij in alle competities goed voor 31 goals in 67 wedstrijden.

### N.E.C
Op 11 juni werd bekend dat El Kachati voor drie seizoenen heeft getekend bij N.E.C. Op 9 augustus maakte hij tegen Excelsior als invaller voor Koki Ogawa zijn debuut voor de club. In zijn eerste actie werd hij neergehaald door keeper Tijmen Holla en verdiende hij daarmee een penalty. Tjaronn Chery bepaalde de eindstand vanaf de stip op 5-0.

## Statistieken

#### Beloften
| Seizoen                     | Club                  | Competitie      | Competitie | Competitie |
| Seizoen                     | Club                  | Competitie      | Wed.       | Dlp.       |
| --------------------------- | --------------------- | --------------- | ---------- | ---------- |
| 2016/17                     | Jong Sparta Rotterdam | Tweede divisie  | 0          | 0          |
| 2017/18                     | Jong Sparta Rotterdam | Tweede divisie  | 7          | 2          |
| 2018/19                     | Jong Sparta Rotterdam | Tweede divisie  | 20         | 7          |
| 2019/20                     | Jong Sparta Rotterdam | Tweede divisie  | 6          | 3          |
| Totaal beloften             | Totaal beloften       | Totaal beloften | 33         | 12         |
| Bijgewerkt op 21 maart 2024 |                       |                 |            |            |

#### Senioren
| Seizoen                        | Club             | Competitie      | Competitie | Competitie | Beker | Beker | Overig | Overig | Totaal | Totaal |
| Seizoen                        | Club             | Competitie      | Wed.       | Dlp.       | Wed.  | Dlp.  | Wed.   | Dlp.   | Wed.   | Dlp.   |
| ------------------------------ | ---------------- | --------------- | ---------- | ---------- | ----- | ----- | ------ | ------ | ------ | ------ |
| 2018/19                        | Sparta Rotterdam | Eerste divisie  | 10         | 0          | 0     | 0     | 0      | 0      | 10     | 0      |
| 2019/20                        | Sparta Rotterdam | Eredivisie      | 1          | 0          | 0     | 0     | 0      | 0      | 1      | 0      |
| 2020/21                        | vv Noordwijk     | Tweede Divisie  | 1          | 0          | 1     | 0     | 0      | 0      | 2      | 0      |
| 2021/22                        | Quick Boys       | Tweede Divisie  | 17         | 5          | 0     | 0     | 0      | 0      | 17     | 5      |
| 2022/23                        | Quick Boys       | Tweede Divisie  | 34         | 24         | 1     | 0     | 0      | 0      | 35     | 24     |
| 2023/24                        | Telstar          | Eerste divisie  | 22         | 6          | 0     | 0     | 0      | 0      | 22     | 6      |
| 2024/25                        | Telstar          | Eerste divisie  | 37         | 19         | 2     | 1     | 6      | 5      | 45     | 25     |
| 2025/26                        | N.E.C.           | Eredivisie      | 2          | 0          | 0     | 0     | 0      | 0      | 2      | 0      |
| Totaal senioren                | Totaal senioren  | Totaal senioren | 124        | 55         | 4     | 1     | 6      | 5      | 134    | 61     |
| Carrièretotaal                 | Carrièretotaal   | Carrièretotaal  | 157        | 66         | 4     | 1     | 6      | 5      | 167    | 72     |
| Bijgewerkt op 20 augustus 2025 |                  |                 |            |            |       |       |        |        |        |        |

## Interlandcarrière
El Kachati debuteerde voor Marokko –23 in een 2-0 nederlaag in de kwalificatie voor de Africa U-23 Cup 2019 tegen DR Congo –23 op 20 maart 2019.